# Новое (городской округ Шаховская)
Новое — деревня в городском округе Шаховская Московской области.

## Население
| 1859 | 1926 | 2002 | 2006 | 2010 |
| ---- | ---- | ---- | ---- | ---- |
| 272  | ↘260 | ↘8   | ↘5   | ↗18  |

## География
Деревня расположена в южной части округа, примерно в 13 км к югу от райцентра Шаховская, на безымянном ручье — притоке реки Мутни (приток Рузы), высота центра над уровнем моря 212 м. Ближайшие населённые пункты — Середа на юго-западе и Левкиево на северо-востоке.

## Исторические сведения
На карте Московской губернии 1860 года Ф. Ф. Шуберта — Новая.
В 1769 году Новая — деревня Хованского стана Волоколамского уезда Московской губернии, принадлежала Коллегии экономии (ранее — Левкиеву монастырю). В деревне 27 дворов и 117 душ.
В середине XIX века деревня относилась к 1-му стану Волоколамского уезда и принадлежала Департаменту государственных имуществ. В деревне было 29 дворов, 133 души мужского пола и 148 душ женского.
В «Списке населённых мест» 1862 года — казённая деревня 1-го стана Волоколамского уезда Московской губернии по правую сторону Московского тракта, шедшего от границы Зубцовского уезда на город Волоколамск, в 33 верстах от уездного города, при колодце, с 32 дворами и 272 жителями (123 мужчины, 149 женщин).
По данным на 1890 год входила в состав Серединской волости, число душ мужского пола составляло 121 человек.
В 1913 году в деревне Новое — 43 двора.
По материалам Всесоюзной переписи населения 1926 года — деревня Костиловского сельсовета, проживало 260 человек (124 мужчины, 136 женщин), насчитывалось 50 крестьянских хозяйств.
С 1929 года — населённый пункт в составе Шаховского района Московской области.
1994—2006 гг. — деревня Серединского сельского округа Шаховского района.
2006—2015 гг. — деревня сельского поселения Серединское Шаховского района.
2015 г. — н. в. — деревня городского округа Шаховская Московской области.